# Sainpuits
Sainpuits is een gemeente in het Franse departement Yonne (regio Bourgogne-Franche-Comté) en telt 299 inwoners (1999). De plaats maakt deel uit van het arrondissement Auxerre.

## Geografie
De oppervlakte van Sainpuits bedraagt 22,9 km², de bevolkingsdichtheid is 13,1 inwoners per km².
De onderstaande kaart toont de ligging van Sainpuits met de belangrijkste infrastructuur en aangrenzende gemeenten.

## Demografie
Onderstaande figuur toont het verloop van het inwonertal (bron: INSEE-tellingen).